# James Matthews
James Matthews, född 24 maj 1929 i Kapstaden, död 7 september 2024 i Kapstaden, var en sydafrikansk poet och författare.
Matthews föddes i slumområdet District Six, som son till arbetarklassföräldrar. Han arbetade som barn som tidningspojke, och bekostade på detta sätt fem års skolgång.
Han publicerade sina första texter som sjuttonåring 1946, och började snart arbeta som journalist. Han är publicerad i bland annat Africa South och Drum. Han var genom sin poesi ledande inom Black Consciousness Movement, och hans första diktsamling Cry Rage (skriven med Gladys Thomas, 1972) förbjöds av apartheidregimen. Från september till december 1976 hölls han fängslad av regimen, och han förvägrades pass i 23 år.
Matthews var den första svarta personen som startade ett konstgalleri i Sydafrika, Gallery Afrique, och den första som startade ett förlag, BLAC (Black Literature, Arts & Culture). Förlaget grundades 1974 men fick stänga 1991 efter trakasserier från regeringen. År 2000 grundade Matthews det nya förlaget Realities. Han tilldelades 2004 Order of Ikhamanga in Silver "för hans enastående prestationer i litteratur, bidrag till journalism och hans inspirerande engagemang i kampen för ett icke-rasistiskt Sydafrika."